# Musonia surinama
Musonia surinama es una especie de mantis de la familia Thespidae.

## Distribución geográfica
Se encuentra en Costa Rica, Guayana Francesa, Guyana, Colombia, Nicaragua, Panamá, Perú, Surinam, Venezuela, Barbados y Trinidad.